# Escama mental

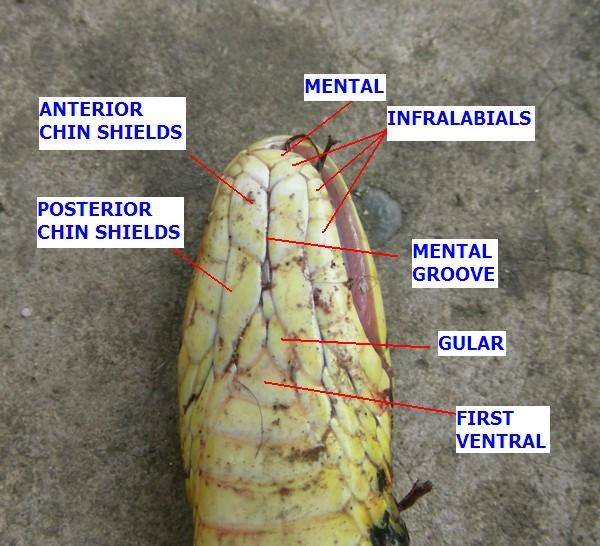
Escamas en la cabeza de una serpiente.

La escama mental, o mental, en serpientes y otros reptiles escamados, se refiere a la placa mediana en la punta de la mandíbula inferior. Es una escama triangular que corresponde a la rostral de la mandíbula superior. La referencia al término "mental" proviene del nervio mental que se dirige a la barbilla y la mandíbula inferior en los animales. En las serpientes, la forma y el tamaño de esta escama es a veces una de las características utilizadas para diferenciar las especies entre sí.